# Mory Correa
Mory Correa est un joueur de basket-ball français, né le 21 juillet 1979 à Versailles, dans les Yvelines. Il évolue au poste de pivot.

## Parcours Universitaire
- 1999-2000 :  Poissy Pro B
- 2000-2002 :  Pratt CC Junior College (Kansas)
- 2002-2004 :  Cowboys du Wyoming NCAA I

## Clubs
- 2004 - 2005 :  ESPE Châlons-en-Champagne Pro B
- 2005 - 2006 :  Étoile de Charleville-Mézières Pro B
- 2006 - 2007 :  Besançon Basket Comté Doubs Pro A
- 2007 - 2008 :  Vendée Challans Basket NM1
- 2008 - 2009 :  Boulazac Basket Dordogne Pro B
- 2009 - 2012 :  ALM Évreux Basket Pro B
- 2012 :  Liévin Basket 62 NM3
- 2012-2013 :   Élan béarnais Pau-Lacq-Orthez Pro B
- 2013- 2014 :  AS Denain Voltaire Pro B
- 2014 -2015 :  Saint Quentin BB Pro B